# Yvon Beliën
Yvon Beliën (Budel, 28 de dezembro de 1993) é uma voleibolista profissional neerlandesa, que joga como central. 

## Carreira
Começou a atuar profissionalmente no voleibol desde 2008, em um clube de sua cidade natal. Atuando pela Seleção Holandesa de Voleibol participou dos Jogos Olímpicos Rio 2016, ajudando seu país em um histórico quarto lugar na competição, sendo destaque em sua posição de central ao lado de Robin de Kruijf, sua principal dupla. Ainda em 2016, faturou a medalha de bronze na disputa do Grand Prix de 2016 ocorrido em Bangkok. Atuou em importantes conquistas da seleção nacional como o Campeonato Europeu de 2015, ganhando a medalha de prata. No Campeonato Europeu de 2017 também faturou o segundo lugar com a Holanda. 
Em 18 de fevereiro de 2022, a Confederação Holandesa anuncia sua aposentadoria da seleção nacional, junto com Robin de Kruijf, que já não contavam nas competições desde 2021. Com isso ficaram fora do ciclo olímpico. 
Na temporada 2022/23 assina com o clube italiano Savino del Bene Scandicci, onde foi campeã da Copa CEV, a qual dá direito à participação na Champions League. Esse foi seu último clube profissional. Em 2023 anuncia sua aposentadoria definitiva das quadras, seguindo carreira de acessoria esportiva. 

## Vida Pessoal
Em 2024 casa-se com seu parceiro Ralph van Meilj. 

## Clubes
| Clubes                    | De   | Até  |
| ------------------------- | ---- | ---- |
| Ledûb Volleybal           | 2008 | 2009 |
| Peelpush                  | 2009 | 2010 |
| VC Weert                  | 2011 | 2013 |
| Ladies in Black Achen     | 2013 | 2014 |
| Schweriner SC             | 2014 | 2015 |
| Modena                    | 2015 | 2017 |
| Bursa                     | 2017 | 2018 |
| Beşiktaş                  | 2018 | 2019 |
| Galatasaray Sigorta       | 2019 | 2020 |
| Il Bisonte Firenze        | 2020 | 2022 |
| Savino del Bene Scandicci | 2022 | 2023 |

## Títulos
Clubes
Supercopa Países Baixos:
- 2011, 2012

Campeonato Países Baixos:
- 2013
- 2012

Campeonato Alemanha:
- 2015

Campeonato Italiano:
- 2016, 2017

Challenge Cup:
- 2018

Seleção principal
Montreux Volley Masters:
- 2015

Campeonato Europeu:
- 2015, 2017

Grand Prix:
- 2016

## Premiações individuais
- 2015: Melhor central Montreux Volley Masters